# Novatus Rugambwa
Novatus Rugambwa (né le 8 octobre 1957) est un prélat tanzanien de l'Église catholique et diplomate du Saint-Siège.

## Biographie
Novatus Rugambwa est né le 8 octobre 1957 à Bukoba, Tanzanie, et est ordonné prêtre le 6 juillet 1986, pour le diocèse de Bukoba (en). Il est titulaire d'un diplôme en droit canonique. En 1987, il est admis à l'Académie pontificale ecclésiastique pour étudier la diplomatie.

## Carrière diplomatique
Rugambwa est entré au service diplomatique du Saint-Siège le 1er juillet 1991, et sert dans les missions diplomatiques pontificales au Panama (en), au Congo, au Pakistan (en), en Nouvelle-Zélande (en) et en Indonésie (en). Il est nommé sous-secrétaire du Conseil pontifical pour la pastorale des migrants et des personnes en déplacement le 28 juin 2007
Le 6 février 2010, il est nommé archevêque titulaire de Tagaria (de) et nonce apostolique à Sao Tomé-et-Principe (en). Il est également nommé nonce apostolique en Angola (en) le 20 février 2010. Sa consécration épiscopale a lieu le 18 mars 2010 ; le cardinal Tarcisio Bertone est le principal consécrateur, avec les évêques Pier Giorgio Micchiardi (it) et Nestorius Timanywa (en), comme principaux co-consécrateurs.
Le pape François le nommé nonce au Honduras (en) le 5 mars 2015.
Le 29 mars 2019, le pape François nomme Rugambwa nonce apostolique en Nouvelle-Zélande (en) et délégué apostolique auprès des pays de l'océan Pacifique, Le 25 mai, les responsabilités de nonce apostolique aux Fidji (en) et aux Palaos (en) lui sont confiées. Le 30 novembre, il se voit confier une responsabilité supplémentaire en tant que nonce apostolique aux Îles Marshall (en), Kiribati (en), Nauru (en) et Tonga (en). Le 17 avril 2020, il est nommé nonce apostolique aux Samoa (en) également. Le 2 février 2021, Rugambwa est nommé nonce apostolique aux Îles Cook (en), un poste vacant depuis 2018 et le 30 mars en Micronésie (en).

### Maladie
Le 29 octobre 2023, Rugambwa subit un grave accident vasculaire cérébral. Il reste d'abord à l'hôpital de Wellington (en) dans un état grave, mais stable,. En conséquence, il n'est pas en mesure d'assister à des événements, principalement : la présentation du Pallium à Paul Martin (5 novembre) à l'église Sainte-Marie-des-Anges de Wellington et la réintégration du Saint Sacrement dans le maître-autel et la bénédiction des anges de la cathédrale Saint-Joseph de Dunedin (en) (19 novembre). Le 23 novembre, la Conférence des évêques catholiques de Nouvelle-Zélande annonce qu'il est transféré à l'hôpital Kenepuru (en) pour commencer sa rééducation proprement dite Il s'est rendu à Rome en mars 2024 pour y poursuivre sa rééducation dans un établissement catholique.
Le 27 juillet 2024, il démissionne de son poste de nonce en Nouvelle-Zélande et de délégué pour l'océan Pacifique,.

## Succession apostolique
Novatus Rugambwa a ordonné les évêques suivants :
- Évêque Dionísio Hisilenapo (de) (2011)
- Évêque Pio Hipunyati (de) (2012)